# Aedes crassiforceps
Aedes crassiforceps är en tvåvingeart som beskrevs av Edwards 1927. Aedes crassiforceps ingår i släktet Aedes och familjen stickmyggor. Inga underarter finns listade i Catalogue of Life.